# كريستيان دينغرت
كريستيان دينغرت (مواليد 14 يوليو 1980) هو حكم كرة قدم ألماني. حكم مُعتمد من الفيفا، ويصنف كحكم من الفئة الثانية لدى الاتحاد الأوروبي لكرة القدم.

## مسيرة التحكيم
أصبح حكماً دولياً معتمداً من الفيفا مُنذ عام 2013.

## حياته الشخصية
يعيش دينغرت في ليبكسموله بالقرب من كايزرسلاوترن، ومُتزوج منذ عام 2008.